# Romans o vljublënnych
Romans o vljublënnych (in russo Романс о влюблённых?, lett. "La romanza degli innamorati") è un film del 1974 diretto da Andrej Končalovskij.

## Riconoscimenti
- 1974 - Festival internazionale del cinema di Karlovy Vary
  - Globo di Cristallo